# Ba Lế
Ba Lế là một xã thuộc huyện Ba Tơ, tỉnh Quảng Ngãi, Việt Nam.
Xã Ba Lế có diện tích 95,11 km², dân số năm 1999 là 1352 người, mật độ dân số đạt 14 người/km².